# División de Organizaciones Sociales
La División de Organizaciones Sociales (DOS) es un organismo público chileno dependiente administrativamente del Ministerio Secretaría General de Gobierno, encargado de generar un puente de comunicación entre el Gobierno y la sociedad civil; además de colaborar activamente en el fortalecimiento de ésta, busca, a través de distintas herramientas, informar o dar espacios de opinión para que toda la comunidad participe. Desde el 16 de julio de 2025, el organismo esta encabezado de manera subrogante por Nicolas Hurtado Acuña.

## Historia
El organismo fue fundado el 30 de noviembre de 1976, bajo la dictadura militar liderada por el general Augusto Pinochet, mediante el decreto ley n° 11 del Ministerio Secretaría General de Gobierno con el título de «División de Organizaciones Civiles».
De ella dependían la Secretaría Nacional de la Mujer, la Secretaría Nacional de la Juventud, la Secretaría Nacional de los Gremios, la Secretaría de Relaciones Culturales y el Instituto Diego Portales.
Posteriormente, durante el gobierno del presidente Patricio Aylwin, mediante el decreto con fuerza de ley n° 1 del 12 de febrero de 1992, de acuerdo al artículo n°  1°, letra b), se cambió el nombre a «División de Organizaciones Sociales».

## Funciones
Las funciones de la División de Organizaciones Sociales son las siguientes:
- Contribuir a hacer más eficientes los mecanismos de vinculación, interlocución y comunicación entre el Gobierno y las organizaciones sociales, favoreciendo el fortalecimiento de la sociedad civil.
- Promover la participación de la ciudadanía en la gestión de las políticas públicas.
- Coordinar, por los medios pertinentes, la labor del ministerio señalada en la letra (i) del artículo n° 2º de la ley n° 19.032.

Los ejes de trabajo que la división implementa están orientados a propiciar y potenciar espacios de participación. Cuatro ejes enmarcan el actuar y es mediante estos por los que la ciudadanía conoce y valida a la institución: fortalecimiento de la sociedad civil, participación e información a la ciudadanía, asistencia metodológica y coordinación de las normas de participación ciudadana y, finalmente, fomento de la diversidad, la inclusión social y la no discriminación.

## Misión y visión
La misión institucional del organismo es «fortalecer la democracia, a través del aumento del asociacionismo ciudadano y del garantizar la participación de la sociedad civil, en todo el ciclo de vida de las políticas públicas».
Asimismo, su visión es «lograr reconocimiento a nivel nacional como la referente metodológica de la participación ciudadana, siendo el vínculo cercano y privilegiado entre el Estado y la sociedad civil».

## Directores

### Directores de la División de Organizaciones Sociales (desde 1992)
| N°. | Director                   | Director                   | Partido | Inicio                   | Final                   | Presidente | Presidente                 |
| --- | -------------------------- | -------------------------- | ------- | ------------------------ | ----------------------- | ---------- | -------------------------- |
| 1   |                            | Enzo Pistacchio Sassarini  | PDC     | 12 de febrero de 1992    | 11 de marzo de 1994     |            | Patricio Aylwin Azócar     |
| 2   |                            | Daniel Farcas Guendelman   | PPD     | 11 de marzo de 1994      | 11 de marzo de 2000     |            | Eduardo Frei Ruiz-Tagle    |
| 3   |                            | Ricardo Fábrega Lacoa      | PDC     | 2001                     | marzo de 2003           |            | Ricardo Lagos Escobar      |
| 4   |                            | Fuad Chahin Valenzuela     | PDC     | marzo de 2003            | 11 de marzo de 2006     |            | Ricardo Lagos Escobar      |
| 5   | Francisco_Estévez_Valencia | Francisco Estévez Valencia | PS      | 11 de marzo de 2006      | 11 de marzo de 2010     |            | Michelle Bachelet Jeria    |
| 6   |                            | Cristian Benavente Rojas   | UDI     | marzo de 2010            | 7 de septiembre de 2011 |            | Sebastián Piñera Echenique |
| 7   |                            | Carolina Plaza Guzmán      | RN      | 14 de septiembre de 2011 | 7 de diciembre de 2012  |            | Sebastián Piñera Echenique |
| 8   |                            | Aliro Caimapo Oyarzo       | UDI     | 7 de diciembre de 2012   | 11 de marzo de 2014     |            | Sebastián Piñera Echenique |
| 9   |                            | Camilo Ballesteros Briones | PCCh    | 4 de abril de 2014       | 11 de marzo de 2018     |            | Michelle Bachelet Jeria    |
| 10  |                            | Álvaro Pillado Irribarra   | UDI     | 5 de abril de 2018       | 19 de noviembre de 2019 |            | Sebastián Piñera Echenique |
| 11  |                            | Javier Acuña Maturana      | UDI     | 25 de noviembre de 2019  | 2 de marzo de 2020      |            | Sebastián Piñera Echenique |
| 12  |                            | Jorge Fuentes Fetis        | UDI     | 22 de marzo de 2020      | 11 de marzo de 2022     |            | Sebastián Piñera Echenique |
| 13  |                            | Javiera Hausdorf Sáez      | PCCh    | 11 de marzo de 2022      | 17 de julio de 2023     |            | Gabriel Boric Font         |
| 14  |                            | Ignacio Achurra Díaz       | CS      | 17 de julio de 2023      | 15 de julio de 2025     |            | Gabriel Boric Font         |
| 14  | FA                         | Ignacio Achurra Díaz       |         | 17 de julio de 2023      | 15 de julio de 2025     |            | Gabriel Boric Font         |
| -   |                            | Nicolás Hurtado Acuña      | PCCh    | 16 de julio de 2025      | En el cargo             |            | Gabriel Boric Font         |